# Eublemma buettikeri
Eublemma buettikeri är en fjärilsart som beskrevs av Edward P. Wiltshire 1980. Eublemma buettikeri ingår i släktet Eublemma och familjen nattflyn. Inga underarter finns listade i Catalogue of Life.